# Tank Grote
De Tank Grote (TG), vernoemd naar de ontwerper Edward Grote, was een Russische prototypetank, die werd ontworpen in 1931.
De TG was een middelgewicht-tank ontworpen in de zomer van 1931 door de Duitser Edward Grote in Leningrad.
De tank werd ook wel de 'toekomsttank' (Russisch: бак характеристики) genoemd, omdat de tank een ronde koepel had. De eerstvolgende tank met een ronde koepel kwam pas 15 jaar later.
Boven op de basis van de tank lag een plateau met een kanon naar voren en een machinegeweer naar links, rechts en naar achter stekend en een koepel met een machinegeweer. De tank werd getest en was in principe goed, maar door vele technische fouten werd de tank niet geproduceerd.